# Eddy Pieters Graafland
Eddy Pieters Graafland (Amsterdam, 5 gennaio 1934 – Barendrecht, 28 aprile 2020) è stato un calciatore olandese, di ruolo portiere.

## Palmarès

### Competizioni nazionali
- Campionato olandese: 5

Ajax: 1956-1957
Feyenoord: 1960-61, 1961-62, 1964-65, 1968-69
- Coppa dei Paesi Bassi: 2

Feyenoord: 1964-1965, 1968-1969

### Competizioni internazionali
- Coppa dei Campioni: 1

Feyenoord: 1969-1970
- Coppa Piano Karl Rappan: 2

Feyenoord: 1967, 1968